# Svitlana Kozačenko
Svitlana Vasylivna Kozačenko (in ucraino Світлана Василівна Козаченко?; Kryvyj Rih, 6 gennaio 1974) è un'ex cestista ucraina.

## Carriera
Con l'Ucraina ha disputato i Campionati europei del 1997.